# Jeux des îles de l'océan Indien 2003
Navigation
Édition précédente Édition suivante

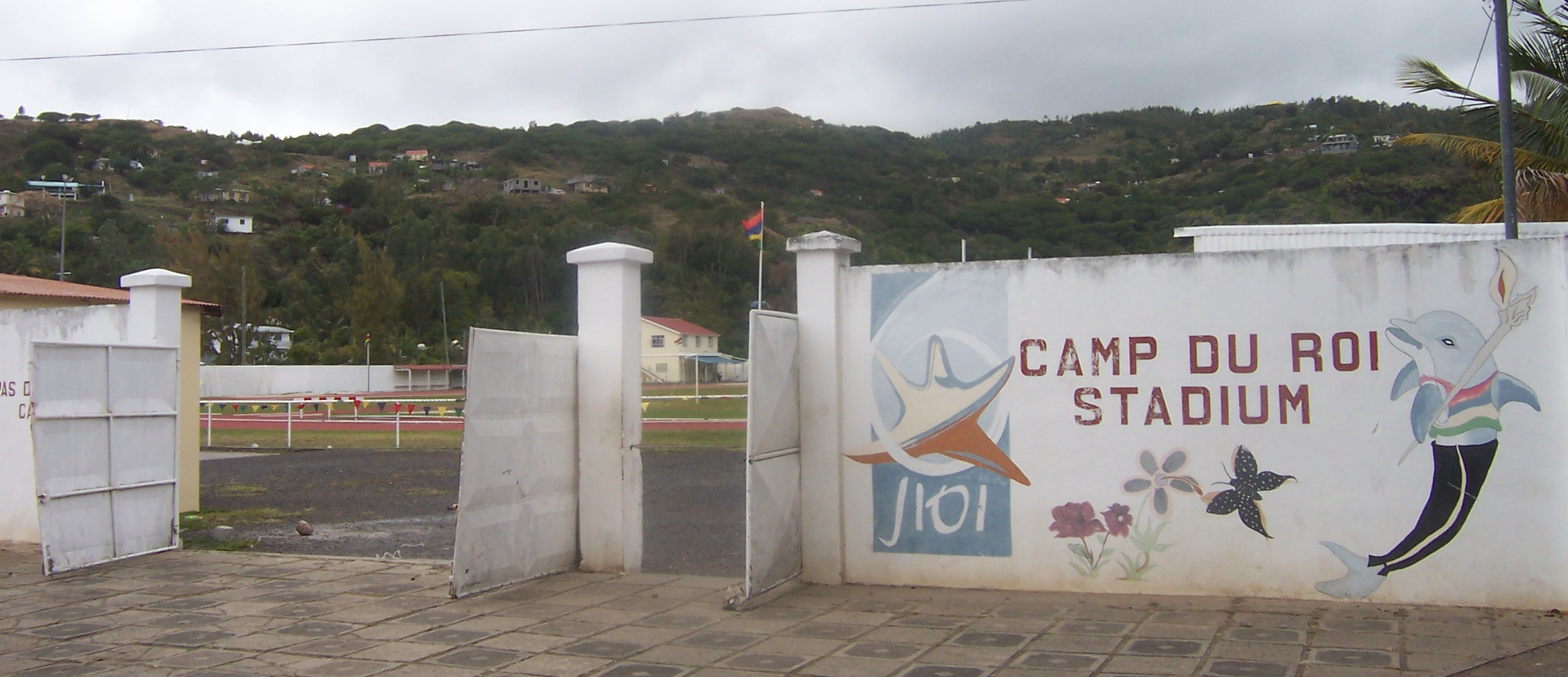
Peinture murale aux couleurs des JIOI 2003, à l'entrée d'un stade de l'île Rodrigues.

Les Jeux des îles de l'océan Indien 2003 sont des jeux sportifs qui ont eu lieu à Maurice du 29 août au 7 septembre 2003. Six pays ont participé à ce qui constituait la sixième édition des Jeux des îles de l'océan Indien : le pays hôte, les Comores, Madagascar, les Maldives, les Seychelles et la France, représentée uniquement par des Réunionnais et, pour la première fois, des Mahorais.
Pour la cérémonie d'ouverture, l'Hymne des Jeux fut composé par Jean-René Bastien.

## Programme
Les sports représentés étaient l'athlétisme, le badminton, le basket-ball, la boxe, le cyclisme, le judo, le football, l'haltérophilie, la natation, le tennis, le tennis de table, la voile et le volley-ball. Les épreuves de judo disputées en équipes ont eu lieu à Rodrigues. Le Handisport, présent depuis les Jeux de 1998 à La Réunion, est inscrit aux épreuves d'athlétisme avec le 1500 m fauteuil homme, le 800 m fauteuil femme, le 200 m non voyant.

## Résultats
La France de l'Océan Indien a obtenu le plus grand nombre de médailles d'or, notamment grâce à sa mainmise sur les épreuves de natation. Maurice a obtenu le plus grand nombre de médailles grâce à des athlètes de haut niveau comme Stéphane Buckland.

### Tableau des médailles
Le tableau suivant présente le bilan par nation des médailles obtenues lors de ces Jeux.
| Rang | Nation              | Or | Argent | Bronze | Total |
| ---- | ------------------- | -- | ------ | ------ | ----- |
| 1    | France océan Indien | 67 | 49     | 64     | 180   |
| 2    | Maurice             | 56 | 75     | 52     | 183   |
| 3    | Seychelles          | 43 | 40     | 32     | 115   |
| 4    | Madagascar          | 27 | 30     | 51     | 108   |
| 5    | Comores             | 1  | 1      | 8      | 10    |
| 6    | Maldives            | 0  | 0      | 0      | 0     |

      Pays organisateur 